# Спартак (кинотеатр, Воронеж)

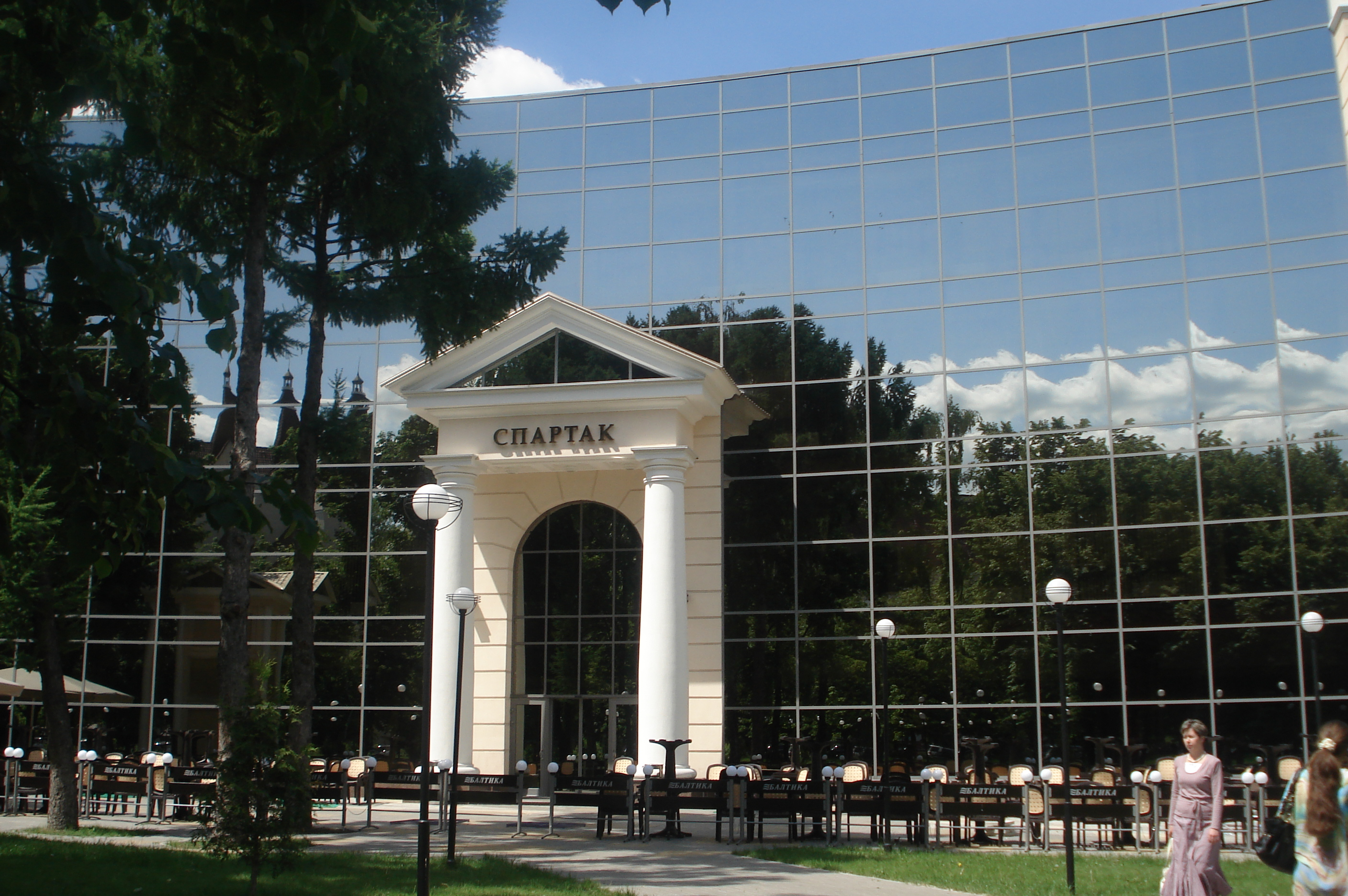
Фасад кинотеатра со стороны сквера по улице Дзержинского

«Спартак» — один из старейших кинотеатров Воронежа, расположен на площади Ленина. Открыт в 1913 году под названием «Ампир». В советское время был переименован в «Спартак», во время Великой Отечественной войны сильно пострадал и был восстановлен в стиле сталинского ампира. Сейчас это крупный развлекательный комплекс с кинозалами.

## История
Первый кинотеатр появился в Воронеже в 1903 году. Это был деревянный балаган на площади Круглых рядов. Первое же постоянное здание кинотеатра было сооружено в 1908 году. Кинотеатр назывался «Тауматограф» (ныне здание филармонии).
Напротив него в 1913 году был открыт кинотеатр с залом на 800 мест, под названием «Ампир». В советское время переименован в «Спартак». Во время Великой Отечественной войны кинотеатр был сильно повреждён. Во время восстановления Воронежа по предложению главного архитектора Н. В. Троицкого прошёл конкурс на разработку восстановления и реконструкции кинотеатра. В конкурсе  приняли участие архитекторы Б. Н. Зотов, А. В. Миронов, В. С. Левицкий, Р. В. Березина и Н. Я. Неведров; в разработке интерьеров принимали участие Н. Мильштейн и Р. Березина. Конкурс выиграл Неведров, по проекту которого и был перестроен кинотеатр. Зрительный зал на 1000 мест был восстановлен в прежнем виде и размере, а фасад вместе с вестибюлем и фойе был разобран и перестроен в классическом стиле. Фасад здания украсили большие колонны ионического ордера. Кинотеатр вновь открылся 16 января 1952 года.

## Описание
В настоящее время в здании кинотеатра имеются шесть кинозалов, боулинг-клуб, Театральное кафе, две кофейни (Маленькая кофейня и Дубль два) и гранд-кафе «Ампир».